# Spinazzola
Spinazzola er en by i Apulien, Italien med 5.934 (2023) indbyggere.